# Renault 3

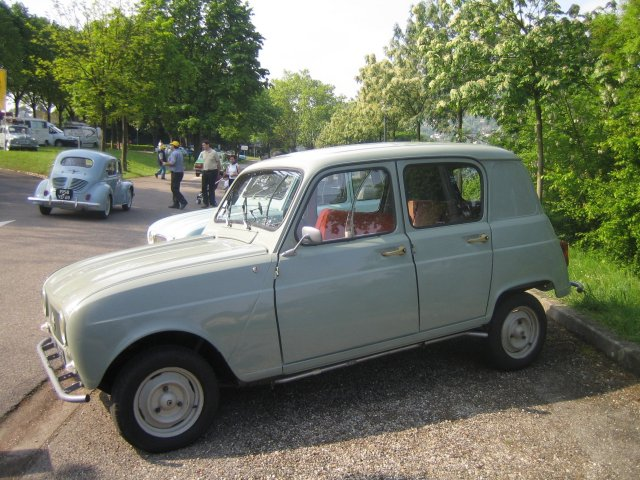
Renault 3

De Renault 3 was een eenvoudige basisversie van de Renault 4, die alleen in 1961 en 1962 gebouwd werd, en alleen in Frankrijk werd aangeboden. De gedachte was dat er behalve de Renault 4 ook een zeer eenvoudige en goedkope versie moest zijn om rechtstreeks te kunnen concurreren met de 2CV van Citroën. De auto was voorzien van een kleinere motor, 603 cc. in plaats van 747 cc., waardoor het aantal "fiscale PK's" (die in Frankrijk de hoogte van de wegenbelasting bepaalden) niet op vier, maar drie uitkwam. Niettemin sloeg het erg langzame en uitgeklede model (geen kachelventilator, geen portierbekleding, geen achterste zijruiten, alleen verkrijgbaar in grijs) bijna niet aan, en werd de productie al na 2526 exemplaren gestaakt.
In productie:
5 E-Tech · 
Arkana · 
Austral · 
Captur · 
Clio · 
Espace · 
Kadjar · 
Kangoo · 
Koleos · 
Master · 
Mégane · 
Mégane E-Tech · 
Rafale · 
Scenic E-Tech · 
Symbioz · 
Symbol · 
Trafic · 
Twingo · 
Twingo Electric · 
Zoe

Uit productie:
3 · 
4 · 
5 · 
6 · 
7 · 
8 · 
9 · 
10 · 
11 · 
12 · 
14 · 
15 · 
16 · 
17 · 
18 · 
19 · 
20 · 
21 · 
25 · 
30 · 
2CV · 
4CV · 
Avantime · 
Caravelle · 
Dauphine · 
Domaine · 
Estafette ·
Express · 
Floride · 
Fluence ·
Frégate · 
Fuego · 
Juvaquatre ·
Laguna · 
Latitude · 
Modus · 
Nervastella · 
Novaquatre · 
Ondine · 
Prairie · 
Primaquatre · 
Rodeo · 
Safrane · 
Savanne · 
Scénic · 
Spider · 
Talisman · 
Thalia · 
Twizy · 
Vel Satis · 
Vivasport · 
Vivastella · 
Wind